# Pyramidalis
Pyramidalis er en lille og triangulær muskel, anteriort til rectus abdominis, der er i rectusskeden.